# 五十嵐元
五十嵐 元（いがらし げん、1982年12月12日 - ）は、日本の元男子バレーボール選手、バレーボール指導者、体育学者。

## 来歴
北海道苫小牧市出身。東海大四高校を卒業後、順天堂大学へ進学。大学卒業後の2005年に豊田合成トレフェルサ（現・ウルフドッグス名古屋）へ入団した。
2009年に豊田合成を退団し、大分三好ヴァイセアドラーへ移籍した。2012年5月の黒鷲旗大会をもって勇退。同年10月、つくばユナイテッドSun GAIAに移籍。
つくばでの選手生活を送りながら、2014年からは筑波大学大学院人間総合科学研究科に在籍。同時期に在籍していた人物に吉井理人がいる。
2015/16シーズン終了後、現役を引退した。その後筑波大学女子バレーボール部コーチに就任。
2018年、つくばユナイテッドSun GAIAのコーチに就任。2020年、監督に就任した。2022年、監督を退任して退団。
2022年からは防衛大学校総合教育学群体育学教育室で助教を務めている。

## 所属チーム
- 東海大四高校
- 順天堂大学
- 豊田合成トレフェルサ（2005-2009年）
- 大分三好ヴァイセアドラー（2009-2012年）
- つくばユナイテッドSun GAIA（2012-2016年）